# Center for Teknik
Center for Teknik (TEC) er ligesom Center for Dykning og Søværnets Officersskole placeret på Marinestation København. 
Skolen har til opgave at grund- og videreuddanne Søværnets tekniske personel i maskinteknisk og elektronisk udstyr. Flere af skolens uddannelser bliver afsluttet med et svendebrev, der også er gyldigt i den civile verden. Skolen uddanner kursister på alle ansættelsesniveauer; konstabler, sergenter og officerer.